# Landschaft mit Dornen
Landschaft mit Dornen ist ein deutscher Fernsehfilm des Regisseurs Bernd Böhlich aus dem Jahr 1992. Anfangs hatte er den Titel Landschaft mit Dornen oder Todesspiele, unter dem er 1993 den Adolf-Grimme-Preis gewann.

## Handlung
Eine Kleinstadt an der Elbe in Mecklenburg-Vorpommern, Anfang der 1990er Jahre: die anfängliche Euphorie der Wiedervereinigung ist einer Tristesse aus Arbeitslosigkeit, Verfall und Perspektivlosigkeit gewichen. Beispielhaft wird dies anhand der Freunde Ric, Marcel, Knut und Paul geschildert, wobei jeder der vier seine eigenen Gründe für den tiefsitzenden Frust hat. Die Brüder Ric und Marcel sind angesichts der Familiensituation mit ihrer depressiven Mutter Brigitte, dem jähzornigen Stiefvater Wolfgang und ihrer behinderten Schwester desillusioniert. Knut leidet unter seiner alkoholkranken wie suizidgefährdeten Mutter Hilde, während Paul es überdrüssig ist, einmal den familieneigenen Friseurladen übernehmen zu müssen. Das Quartett hat sich auf einem abgewrackten Schleppkahn einen „Heimat“ genannten Treff eingerichtet, in welchem sie u. a. der Brutalität in Form von Tierquälerei frönen.
Als Marcel seine Arbeit in einer Tischlerei verliert, überredet der als informeller Anführer fungierende Ric die anderen zu einem „Selbstjustiz“ genannten Spiel: jeder von ihnen schreibt den Namen einer Person auf einen Zettel, welcher seiner Meinung nach umgebracht werden soll. Nach Zuteilung bestimmter Vollstrecker-„Rollen“ soll der „Richter“ einen Namen ziehen und die anderen vernichten. Die Wahl fällt so auf Rolf, den Leiter der städtischen Bankfiliale, welcher gleichzeitig der Vater von Marcels Freundin Milva ist. Rolf wird auf den Schleppkahn gelockt, dort eingesperrt und soll dann von Marcel (noch unkenntlich mit Motorradhelm) getötet werden … wozu Marcel sich aber nicht durchringen kann. Letztlich kommt Rolf allerdings doch um, da er bei der Flucht mit seinem PKW im Wasser landet und ertrinkt.
Die Tat bringt die kameradschaftliche Fassade der Vier ins Wanken: Marcel gerät aufgrund von Rolfs Tod in einen Gewissenskonflikt Milva gegenüber und in Streit mit seinem äußerst skrupellosen Bruder, der das Ganze als Unfall darstellt. Als die Gruppe zusätzlich mitbekommt, dass nicht Paul den Bankchef in den Hinterhalt lockte, sondern er dafür seinen kleinen Bruder Kurt vorgeschickt hat, beschließt Ric den unliebsamen Mitwisser zu beseitigen. Unter einem Vorwand beordert er beide Brüder zur Heimat und lässt Kurt zwecks Mutprobe auf einen alten Kran klettern, den Knut zuvor „präpariert“ hat. Erwartungsgemäß stürzt Kurt ab und stirbt, was Paul rasend vor Wut macht. Angesichts seiner Drohung, die anderen an die Polizei verraten zu wollen, treiben diese den Kurts Leiche tragenden Paul Steine schmeißend ins Wasser, wobei er am Kopf getroffen wird, untergeht und ebenfalls stirbt.
Während Knut genötigt wird, beide Leichen zu versenken (da er Paul tödlich getroffen hat), offenbart Ric Marcel, dass er die Umschläge bewusst vertauscht hat, um Rolf als Opfer festzulegen, was die Kluft zwischen Brüdern nur noch vergrößert. Als auch Knut mit der Situation überfordert ist und abhauen will, passen ihn Ric und Marcel ab, lotsen ihn unter einem Vorwand zur „Heimat“ und wollen ihn zum Bleiben zwingen. Es entsteht ein Handgemenge, in welchem Ric Knut mit dessen Messer ersticht.
Somit bleiben nur die Brüder übrig, denen Stück für Stück die Sachlage aus den Händen zu gleiten scheint. Speziell Marcel leidet darunter: die Krux, seiner Freundin nicht die Wahrheit über das Schicksal ihres Vaters erzählen zu dürfen bzw. zu können, lässt diesen fast verzweifeln und den Hass auf Ric nur noch mehr anschwellen.
Unter einem weiteren Vorwand lockt Ric nun Milva zur „Heimat“ in der Hoffnung Marcel würde rettend folgen,  um diesen ebenfalls „richten“ (umbringen) zu können. Auf dem Kahn fällt Ric in Vergewaltigungsabsicht über diese her, bricht dann aber ab und flieht recht kopflos mit seinem Motorrad. Auf der Straße sieht er Marcel auf dessen Motorrad ihm entgegenkommen, welcher Milva in der Bank nicht vorgefunden hat und ahnte, was Ric mit ihr vorhat. Die Brüder erkennen den jeweils anderen, rasen in selbstmörderischer Absicht aufeinander zu – und krachen letztlich ineinander, wobei sie den Tod finden.

## Rezeption
„Mit dem Adolf-Grimme-Preis ausgezeichnetes Fernsehspiel, dass in teilweise drastischen Szenen die Entstehung und Verselbständigung von Gewalt aufzeigen will. Durch die übertriebene Anhäufung von Klischees wird diese Absicht bisweilen unterminiert.“

„Um ihrem tristen Dasein einen echten Kick zu verpassen, verfallen ein paar Jungs auf eine grausige Idee: Ein Mensch soll sterben. […] düsteres, heftig umstrittenes Drama […]“

Uwe Saeger (Buch), Bernd Böhlich (Regie), Martin Schlesinger (Kamera) und Ben Becker (Darsteller) erhielten 1993 den Adolf-Grimme-Preis.